# Andreas Schloß
Andreas Schloß (* 29. März 1991 in Karlsruhe) ist ein deutscher Filmproduzent und Redakteur. 

## Leben
Andreas Schloß wuchs in der Pfalz auf. Während seines Studiums an der Filmakademie Baden-Württemberg im Studiengang Produktion produzierte er zahlreiche Kurzfilme, unter anderem mit der später für einen Studenten-Oscar nominierten Regisseurin Sinje Köhler. Außerdem absolvierte er Auslandsaufenthalte an der Columbia University in New York City und an der UCLA Extension in Los Angeles. Anschließend arbeitete er beim Südwestrundfunk in Baden-Baden als Redakteur für Dasding und das Content-Netzwerk Funk. Heute arbeitet er bei KiKA in Erfurt als Redakteur für fiktionale Programme.

## Filmografie
Produzent
- 2014: Die Schauspielerin und der Graf
- 2015: Kummernasch
- 2015: Klassenkampf
- 2016: Horizon Zero Dawn – The World Is Not Ours Anymore[7]
- 2017: Kurz vor Sex (Webserie)